# IC 1764
IC 1764 ist eine Balken-Spiralgalaxie vom Hubble-Typ SBb im Sternbild Widder. Es ist schätzungsweise 231 Millionen Lichtjahre von der Milchstraße entfernt.
Entdeckt wurde das Objekt am 18. Januar 1896 von Stéphane Javelle.